# Toni Bernhart
Toni Bernhart (* 4. Oktober 1971 in Meran, Südtirol) ist ein Literaturwissenschaftler und Schriftsteller. Er lebt in Stuttgart und Berlin.

## Leben und Werk
Nach der Matura am humanistischen Gymnasium Johanneum in Dorf Tirol bei Meran studierte Bernhart Germanistik, Theaterwissenschaft und Geographie an der Universität Wien und schloss 1996 sein Studium mit einer Magisterarbeit bei Werner Welzig ab. Er promovierte 2001 bei Lutz Danneberg am Institut für deutsche Literatur der Humboldt-Universität zu Berlin. Von 2006 bis 2012 war er Koordinator der Graduiertenschule für die Künste und die Wissenschaften (2016 in Berlin Centre for Advanced Studies in Arts and Sciences umbenannt) der Universität der Künste Berlin und von 2013 bis 2015 wissenschaftlicher Mitarbeiter im ERC-Projekt „DramaNet – Early Modern European Drama and the Cultural Net“ unter der Leitung von Joachim Küpper an der Freien Universität Berlin. Seit 2015 leitet Bernhart das DFG-geförderte Forschungsprojekt „Quantitative Literaturwissenschaft“ an der Universität Stuttgart. Zusammen mit der Literaturwissenschaftlerin Kristin Eichhorn veröffentlicht Bernhart seit 2025 den Podcast „Wiederanders“, der das schriftstellerische Werk von Johannes R. Becher behandelt.
Toni Bernhart arbeitet sowohl wissenschaftlich als auch künstlerisch. Als Literaturwissenschaftler sind seine Arbeitsschwerpunkte Volksschauspiele, quantitative Literaturwissenschaft und Auditivität in Literatur. Für sein Buch „Volksschauspiele. Genese einer kulturgeschichtlichen Formation“ wurde er 2021 mit dem Publikationspreis der Universität Stuttgart ausgezeichnet.
Als Künstler ist Bernhart Autor von Theaterstücken und Hörspielen sowie Regisseur. Sein Erstling „Lasamarmo“ wurde 1999 unter der Regie von Johannes Ch. Hoflehner im Semper Depot (Wien) uraufgeführt, es folgten Aufführungen in Esch-sur-Alzette (Luxemburg) und Brixen (Südtirol). Mit dem Dialektstück „Langes afn Zirblhouf“ feierte der Südtiroler Theaterverband 2002 seinen 50. Geburtstag (Regie: Klaus Rohrmoser). Für Martinisommer  wurde Toni Bernhart zu den Werkstatttagen 2003 ans Wiener Burgtheater eingeladen. „Martinisommer“ wurde 2006 vom ORF (Ö1) als Hörspiel produziert (Regie: Harald Krewer) und im Wiener Burgtheater (Kasino) 2006 als Live-Hörspiel gespielt. Im Rahmen des 3. Tiroler Dramatikerfestivals im Westbahntheater (Innsbruck) und im Theater in der Altstadt (Meran) erlebte es weitere Aufführungen (Regie: Torsten Schilling). Für das Tanztheaterstück „Mischa, der Fall“, das 2008 in Mersch und Ettelbrück (Luxemburg) uraufgeführt wurde (Choreographie: Bernard Baumgarten, Regie: Claude Mangen), schrieb Bernhart den Schauspielpart. Im Auftrag des 5. Freien Theaterfestivals Innsbruck dramatisierte er die Aeneis von Vergil. Das mehrstündige Werk wurde 2016 von 23 Schauspielerinnen und Schauspielern (Daniela Bjelobradic, Eleonore Bürcher, Günter Gräfenberg u. v. a.) im Kellergewölbe von Schloss Büchsenhausen (Innsbruck) aufgeführt (Regie: Andrea Hügli, Mona Kraushaar, Thomas Oliver Niehaus, Torsten Schilling). Für die Passionsspiele Thiersee verfasste Bernhart die „Thierseer Passion“, die 2022 uraufgeführt wurde. Bernharts Passionsspiel löste das Drama „Christus“ von Jakob Reimer ab, das von 1921 bis 2016 als Textgrundlage der Passionsspiele Thiersee diente.
2010 debütierte Bernhart als Regisseur und inszenierte in Laas (Südtirol) den „Laaser Jedermann“ auf der Grundlage von „Das Laaser Spiel vom Eigenen Gericht“, das von Johann Herbst um 1800 geschrieben wurde. 2016 inszenierte er gemeinsam mit Janina Janke im Neubau der Stiftsbibliothek der Abtei Marienberg die Marienberger „Griseldis“ (1713).
Bernhart ist der Sohn der Schriftstellerin Elsa Patscheider.

## Stücke
- 2021 Thierseer Passion, UA Passionsspiele Thiersee 2022
- 2016 Aeneis (Nach Vergil), UA Innsbruck
- 2014 Rita, UA Prad (Südtirol), Bühnenverlag Kaiser
- 2011 Gschmugglt weart nicht mea, UA Stilfs (Südtirol), Bühnenverlag Kaiser
- 2008 Mischa, der Fall, UA Mersch und Ettelbrück (Luxemburg)
- 2006 Liebeskontor, frei zur Uraufführung, Bühnenverlag Kaiser
- 2006 Martinisommer, UA Tiroler Dramatikerfestival, Bühnenverlag Kaiser
- 2003 Monolog eines Reiseführers zu Lasten des Busfahrers, UA Schwaz (Tirol)
- 2002 Langes afn Zirblhouf, UA Tiroler Dramatikerfestival, Bühnenverlag Kaiser
- 1999 Lasamarmo, UA Brixen (Italien)

## Hörspiele
- 2010 Laaser Jedermann (nach dem „Laaser Spiel vom Eigenen Gericht“ von Johann Herbst), Regie: Toni Bernhart, Produktion: RAI Radiotelevisione Italiana, Sender Bozen
- 2006 Martinisommer, Regie: Harald Krewer Produktion: ORF (Ö1)
- 2006 Martinisommer Live-Hörspiel, Regie: Harald Krewer, Wiener Burgtheater (Kasino)
- 2004 von da nach dort und zu mir zurück, Regie: Martin Sailer, Produktion und Ursendung: ORF
- 2004 Langes afn Zirblhouf, Regie: Klaus Rohrmoser, Produktion und Ursendung: RAI, Sender Bozen
- 2002 zwei weiter und dann rechts (gemeinsam mit Dirk Schwibbert) Produktion: mainland media, Ursendung: Deutschlandradio

## Bücher
- 2019 Volksschauspiele. Genese einer kulturgeschichtlichen Formation (= Deutsche Literatur. Studien und Quellen, Bd. 31). Walter de Gruyter, Berlin, Boston. ISBN 9783110606089.
- 2018 (Hg. mit Jaša Drnovšek, Sven Thorsten Kilian, Joachim Küpper und Jan Mosch): Poetics and Politics. Net Structures and Agencies in Early Modern Drama. Walter de Gruyter, Berlin, Boston. ISBN 9783110536690.
- 2018 (Hg. mit Marcus Willand, Sandra Richter und Andrea Albrecht): Quantitative Ansätze in den Literatur- und Geisteswissenschaften. Systematische und historische Perspektiven. Walter de Gruyter, Berlin. ISBN 9783110523300.
- 2017 (gemeinsam mit Tomas Eller): Reinhard Patscheider 1957–1998. Verlag Bibliothek der Provinz und Arunda, Weitra und Schlanders. ISBN 978-3-99028-624-1.
- 2014 (Hg.) Franz Tumler: Hier in Berlin, wo ich wohne. Texte 1946–1991. Herausgegeben und mit einem Nachwort von Toni Bernhart. Haymon Verlag, Innsbruck. ISBN 978-3-7099-7083-6.
- 2010 (Hg.) Johann Herbst: Das Laaser Spiel vom Eigenen Gericht (= Transfer Europa 103). Folio-Verlag, Wien/Bozen. ISBN 978-3-85256-535-4.
- 2006 (Hg. mit Philipp Mehne) Imagination und Invention (= Paragrana. Internationale Zeitschrift für Historische Anthropologie, Beiheft 2). Berlin: Akademie Verlag
- 2005 Martinisommer, Neue Stücke. Innsbruck: Skarabaeus Verlag
- 2005 (Hg. mit Gert Gröning) Hand – Schrift – Bild (= Paragrana. Internationale Zeitschrift für Historische Anthropologie, Beiheft 1), Berlin: Akademie Verlag
- 2003 "Adfection derer Cörper". Empirische Studie zu den Farben in der Prosa von Hans Henny Jahnn. Mit einem Geleitwort von Lutz Danneberg (= Literatur – Handlung – System, hrsg. v. A. Barsch, G. Rusch, S.J. Schmidt u. R. Viehoff), Wiesbaden: Deutscher Universitäts-Verlag
- 2003 (Hg.) Josef Feichtinger: Sadistik und Satire. Innsbruck: Skarabaeus Verlag
- 2002 Lasamarmo und andere Stücke. Innsbruck: Skarabaeus Verlag
- 2001 (Hg.) Sizilien – Europa erlesen. Klagenfurt: Wieser Verlag
- 1999 (Hg.) Johannes Ulrich von Federspill: Hirlanda. Durch falschheit zu feir verdamte unschuld. Edition des Legendenspiels nach der Laaser Handschrift von 1791, Wien-Bozen: Folio Verlag
- 1998 Vinschgauwärts. Eine literarische Wanderung. Bozen: Verlagsanstalt Athesia